# A2 (Kazakistan)
La strada nazionale A2 è una strada del Kazakistan.

## Percorso
Da Tashkent, la capitale dell'Uzbekistan, la M39 conduce al confine con il Kazakistan. Qui inizia la A2, che si sviluppa su due corsie per lato nel tratto tra il confine uzbeko e Šymkent e attraversa una zona agricola. La A2 prosegue poi verso est lungo un percorso tortuoso e corre parallelamente al confine con l'Uzbekistan e il Kirghizistan fino alla città di Taras. Da Taras il percorso è di nuovo classificata come tangenziale, che conduce più a est. L'itinerario continua attraverso la steppa e aggira il confine con il Kirghizistan, che è solo a una corsia per lato. La strada prosegue fino a Blagoveshchenka, da dove si prosegue per Almaty. Il tratto da Usynaghasch ed Almaty è di nuovo a quattro corsie.
L'A2 si snoda intorno ad Almaty, la più grande città del Kazakistan, e prosegue verso est; a sud si trova il Tian Shan, una montagna dichiarata Patrimonio dell'Umanità dall'UNESCO. A nord si trova il bacino di Qapschaghai, che va da Kokpek a Shonzy e poi a nord attraverso la steppa. Da Koktal si prosegue poi verso est fino al confine con la Cina. Nel villaggio di Horgos passa il confine, sul lato cinese continua come Lianhuo Expressway, il percorso prosegue verso est fino a Ürümqi, nella Cina orientale.

## Storia
L'A2 era originariamente numerata come M39 dal confine uzbeko ad Almaty, che lo porta anche dal lato uzbeko. Questa è l'ex numerazione sovietica. A est di Almaty, la linea aveva diversi numeri A, vale a dire A351 tra Almaty e Kokpek, A352 tra Kokpek e Shonzy e A353 tra Koktal e il confine cinese. Nel 2011 è stata rinominata A2 quando, 20 anni dopo l'indipendenza dall'Unione Sovietica, il sistema stradale kazako è stato rinumerato.
La A2 è sempre stata una delle strade più importanti dell'Asia centrale, in particolare la parte tra Tashkent e Almaty.